# Ferndale (Florida)
Ferndale ist  ein census-designated place (CDP) im Lake County im US-Bundesstaat Florida. Das U.S. Census Bureau hat bei der Volkszählung 2020 eine Einwohnerzahl von 548 ermittelt. 

## Geographie
Ferndale grenzt im Südosten an die Stadt Montverde. Der CDP liegt rund 20 km südlich von Tavares sowie etwa 30 km westlich von Orlando.

## Demographische Daten
Laut der Volkszählung 2010 verteilten sich die damaligen 472 Einwohner auf 126 Haushalte. Die Bevölkerungsdichte lag bei 66,5 Einw./km². 97,0 % der Bevölkerung bezeichneten sich als Weiße, 1,1 % als Afroamerikaner und 0,8 % als Asian Americans. 0,4 % gaben die Angehörigkeit zu einer anderen Ethnie und 0,6 % zu mehreren Ethnien an. 4,7 % der Bevölkerung bestand aus Hispanics oder Latinos.
Im Jahr 2010 lebten in 33,7 % aller Haushalte Kinder unter 18 Jahren sowie 24,9 % aller Haushalte Personen mit mindestens 65 Jahren. 77,5 % der Haushalte waren Familienhaushalte (bestehend aus verheirateten Paaren mit oder ohne Nachkommen bzw. einem Elternteil mit Nachkomme). Die durchschnittliche Größe eines Haushalts lag bei 2,79 Personen und die durchschnittliche Familiengröße bei 3,15 Personen.
26,5 % der Bevölkerung waren jünger als 20 Jahre, 20,8 % waren 20 bis 39 Jahre alt, 34,3 % waren 40 bis 59 Jahre alt und 18,4 % waren mindestens 60 Jahre alt. Das mittlere Alter betrug 42 Jahre. 52,8 % der Bevölkerung waren männlich und 47,2 % weiblich.
Das durchschnittliche Jahreseinkommen lag bei 60.804 $, dabei lebten 20,9 % der Bevölkerung unter der Armutsgrenze.
Im Jahr 2000 war Englisch die Muttersprache von 100 % der Bevölkerung.